# The Voice That Led Him
The Voice That Led Him è un cortometraggio muto del 1917 diretto da Francis J. Grandon.

## Produzione
Il film fu prodotto dalla Selig Polyscope Company.

## Distribuzione
Venne distribuito dalla General Film Company.